# Iglesia de San Martín de Tours (Codpa)
La iglesia de San Martín de Tours es un templo católico ubicado en la localidad de Codpa, comuna de Camarones, Región de Arica y Parinacota, Chile. Construida en el siglo xviii, fue declarada monumento nacional de Chile, en la categoría de monumento histórico, mediante el Decreto n.º 331, del 10 de agosto de 2015.

## Historia
La primera mención de la iglesia data de 1618, y el templo actual es de comienzos del siglo xviii, con una reconstrucción a fines del siglo xix.

## Descripción
De estilo barroco andino construida en cimientos de piedra con muros de adobe, techumbre de madera de pino Oregón y cubierta de planchas de zinc. Su portada se compone de dos columnas, con un acceso de piedra labrada de arco rebajado, coronado por una cruz.
En su interior se encuentra un retablo en mampostería de piedra, con tres calles y columnas lisas. Además, presenta un púlpito de madera policromada con imágenes de los Evangelistas.